# Phellus piliferus
Phellus piliferus là một loài ruồi trong họ Asilidae. Phellus piliferus được Dakin & Fordham miêu tả năm 1922. Loài này phân bố ở miền Australasia.